# یوشی سودا
یوشی سودا (انگلیسی: Yushi Soda؛ زادهٔ ۵ ژوئیهٔ ۱۹۷۸) بازیکن فوتبال اهل ژاپن است.
از باشگاه‌هایی که در آن بازی کرده‌است می‌توان به باشگاه فوتبال کونسادول ساپورو اشاره کرد.